# خوسيه لويس
خوسيه لويس (17 مايو 1958 بلشبونة في البرتغال - ) هو مدرب كرة قدم ولاعب كرة قدم برتغالي في مركز الوسط. شارك مع منتخب البرتغال لكرة القدم. أما مع النوادي، فقد لعب مع نادي بنفيكا ونادي ماريتيمو وأوفارينسه ديبورتيفا ‏.

## مسيرته الكروية
لعب خوسيه لويس خلال مسيرته الاحترافية مع 3 أندية في ستة عشر موسمًا وسجل خلالها 28 هدفًا ضمن 303 مباراة. حيث فاز في ستة مواسم بالكأس وفي خمسة مواسم بالدوري.
خاض خوسيه لويس مسيرته مع نادي بنفيكا في موسم 1976–77 ليلعب معه أحد عشر موسمًا، مشاركًا في 161 مباراة سجل خلالها 19 هدفًا. ثم انتقل إلى نادي ماريتيمو في موسم 1987–88 ليلعب معه أربعة مواسم، حيث شارك في 122 مباراة سجل خلالها 9 أهداف. لينتقل بعدها إلى أوفارينسه ديبورتيفا ‏ في موسم 1991–92 لمدة موسم واحد، مشاركًا في 20 مباراة ولم يسجل أي هدف.

## وصلات خارجية
- خوسيه لويس على موقع الاتحاد الأوربي (الإنجليزية)
- خوسيه لويس على موقع قاعدة بيانات كرة القدم.إي يو (الإنجليزية)
- خوسيه لويس على موقع ناشيونال فوتبول تيمز (الإنجليزية)